# 睡眠瘫痪症
睡眠瘫痪症（英語：Sleep Paralysis）又称睡癱，梦魇，睡眠麻痹，在民间也把此类症状叫作鬼压身、鬼压床。
此类症状被医学认为是一种疾病。然而全球有4/10的人一生至少會經歷一次。

## 症状及特点
睡眠瘫痪症通常发生在人类刚进入睡眠或将醒未醒时。患者感觉自己刚刚醒过来，可以睁开双眼并看到周围事物的影像以及听到周围的声音，但是无法移动躯干和四肢，也无法发出声音，有时会产生幻觉并看到虚拟的影像，严重的病例会感到呼吸困难。睡眠瘫痪常伴有恐慌发作，因为人还处于有意识的状态。同时伴随听觉和视觉上的幻觉，对于睡眠瘫痪也是很典型的，然后渐渐进入“梦境”。通常还会有“假醒”，即人醒过来，发现自己原来还在梦里，现实中也还在睡眠。这样的“假醒”通常会多次重复，伴随的还有来自于对这种无终止重复的恐惧。通常是可以打断这种重复与麻痹的，如通过试着对小指的移动等。睡眠瘫痪经常会有呼吸困难与耳裡的声响的感觉，经常被误认为血液循环问题。很多人有过一次睡眠瘫痪的经历，有些人却会经常发生。睡眠瘫痪也可能是发作性嗜睡病或心律不整的症状。还可能是癲癇、偏頭痛、焦慮障礙、睡眠呼吸中止症等的表现。
另有狀況是已經睡醒，意識清楚，但全身難以動彈，眼睜不開，亦或不敢睜開，通常伴隨着恐怖式的幻聽，本身也有睜眼定會看到恐怖情境的直覺。
強行清醒：自身是可以強制動彈與睜眼，只是上述之情況在過程中會更加強烈，一旦睜眼後，所有症狀瞬時消失。此外在意識清楚，能夠睜眼的狀態下調整好呼吸，便能逐漸恢復行動與說話。
此类症状在数分钟后会自然消失，患者身体逐渐恢复动作，根据绝大多数的案例研究，睡眠瘫痪症对身体无害，但對部分有此體驗者的精神與經濟算是有害，因部分體驗者容易與鬼怪作為聯想，也容易被勸服相信是如此，從而尋求民間命館、神明、廟宇等諸如此類，進而供奉大小額不等的金錢，而不尋求醫學上建議，電視靈異節目所謂鬼壓床等靈異事件也大多出自於此。
哈佛大學的心理學家理查德·麥里尼找來10名聲稱自己曾被外星人綁架過的成年人並對他們進行了個性分析。理查德發現，他們都出現過睡眠癱瘓症的症狀，顯示兩者相關。
邁克爾‧拉杜加（Michael Raduga）找了20個人做實驗，請他們練習出體並找出外星人，其實練習出體就是製造睡眠癱瘓，結果有35%的人表示成功看見外星人。

## 可能的致病原因
有资料显示超过百分之五十的人体验过“睡眠瘫痪症”，非尼日利亚籍非洲人发生睡眠瘫痪症的次数高于白种人。
科学家已经确定此种症状与生活压力有关，多发于青少年以及年轻人。此类人群通常生活压力过大，作息时间不规律，经常有熬夜，失眠以及焦虑，睡太久这些因素都是可能造成睡眠瘫痪症的原因。此外，体弱多病的人容易出现此种症状。有時在劇烈運動、食用大量碳水化合物食物後較容易發生低血鉀症，導致睡眠癱瘓。

## 治疗方法
迄今为止，还没有直接的治疗策略来治疗正在发作的睡眠瘫痪症。人们曾尝试控制诱发发作的潜在心理和生理因素，但目前还没有中止发作的治疗方法。在一项研究中，集中注意力冥想结合肌肉放松（MR疗法）作为直接治疗睡眠瘫痪的方法，显示出一定的临床疗效。
由于睡眠瘫痪与其他睡眠问题之间存在密切联系，因此改善睡眠卫生状况是预防睡眠瘫痪的一个常见重点。睡眠卫生指的是影响睡眠质量的个人日常习惯和作息，例如：
- 每天拥有固定的睡眠时间
- 卧室应有舒适的床垫和枕头
- 尽量避免卧室内光线或噪音的干扰
- 保持固定的睡前作息时间，尽量避免在卧室看电视
- 减少咖啡因和酒精的摄入，尤其是在晚上
- 睡前至少半小时停止使用包括手机在内的电子设备[10]